# Йенсен, Йенс Кристиан
Йенс Кристиан Йенсен (дат. Jens Kristian Jensen; 22 марта 1885, Pedersborg, Сорё — 27 марта 1956, Вордингборг, Престё) — датский гимнаст, серебряный призёр летних Олимпийских игр 1912 года в командном первенстве по шведской системе.